# 吳濬彥
吳濬彥（1988年6月21日—），台灣政治人物，宜蘭縣人。生於臺北市，在宜蘭縣長大。2014年擔任臺左維新共同發起人、第一屆理事長，2015年擔任自由台灣黨辦公室主任，現任北北新巢協會秘書長、民主進步黨青年發展部主任兼發言人。
吳濬彥過去曾為工廠的勞動者，做過許多社會基層工作。同時作為創業者與社會運動者，參與反服貿、非核家園的社會運動，也帶團隊在社區做產業訪調轉型工作。
2019年3月接受時任民進黨秘書長羅文嘉的邀請，加入民進黨，出任社團部主任；同年8月，轉任民進黨青年發展部主任兼發言人。

## 參與社會運動時期
吳濬彥作為社會運動者，曾參與華隆自救抗爭、反核運動、反黑箱課綱、反服貿運動等運動。
2014年3月吳濬彥為太陽花學運要員，自述當時公投盟蔡丁貴一說「行動！」，就立即翻了進去，吳濬彥說：「我可能不是第一個進議場，但我是第一個進立法院的。」
2014年4月反核運動佔領忠孝西路事件，吳濬彥參與運動，並架設電腦及攝影設備，透過網路直播當時反核集會遊行的現場。警方晚間出動水車驅離民眾，運動後多位民眾向司法機關提起訴訟，其中吳濬彥表示，他聽見某警察以麥克風指揮控制水砲車的員警：「這個！這個！讓他倒！」隨後水槍便強力朝他噴擊。

2014年7月投入華隆自救抗爭，吳濬彥與陳為廷與自救會的成員於苗栗縣府第2辦公大樓前抗議時，無預警衝入苗栗縣長劉政鴻辦公室討公道，與警察發生數波激烈衝突。
2015年11月，民主鬥陣、臺左維新、夢由藝文工作室代表楊尚恩、羅宜、吳濬彥，針對7日馬習會——台灣與中國領導人歷史性的對談，前往新加坡表達抗議行動。三人預計向駐新加坡台北辦事處遞交陳情書，認為馬英九總統於違反憲法、違背民意與民主程序，毫無代表台灣人民的正當性。不過，搭乘至新加坡樟宜機場後，隨即遭受長達10小時的拘留，並原日遣返台灣，行動以失敗告終。

### 臺左維新
2015年11月15日臺左維新召開成立大會，登記為社團法人，由吳濬彥擔任第一任理事長。

2016年太陽花運動兩年後，時任臺左維新召集人吳濬彥赴美啟動演講之旅，向當地台僑介紹該團體的左派獨立建國目標與組織構建計劃﹐希望得到僑胞的認同與支持。吳濬彥在赴美演講中提到，所謂「左」並非是親中﹐而是指政治上反對剝削體制﹑反對霸權與壓迫﹐經濟上反對裙帶資本主義﹐支持資本主義良性競爭﹐並主張恢復社會公平正義。

2016年10月28日，經濟民主連合賴中強與臺左維新協會召集人吳濬彥共同召開記者會，發布新北市新莊老街店家及大同區美容美髮業進行在地調查之調查結果，會中吳濬彥指出，「WTO服務貿易總協定部分所涉及183行業涵蓋全台393萬名從業人口，佔工商服務業人數的一半，顯示全台每2個勞工就有1名會受服貿衝擊。」

2016年12月，臺左維新協會與民主鬥陣經過整序及合併，正式更改名稱為《民主維新》。組織將招募、培力制度化，打造出青年世代政治工作者的空間。延續太陽花運動後之組織動能，努力推動國家正常化。

## 爭議事件
2019年任民進黨青年發展部主任時，當時一位民進黨張姓黨工性騷擾另一名女姓工讀生時，該女工讀生向吳濬彥反應，但吳濬彥說「那你就推掉就好了」並沒有做出任何處置，或是把該女工讀生或張姓黨工調離當初的崗位